# Nadleśnictwo Katowice
Nadleśnictwo Katowice − jednostka organizacyjna Lasów Państwowych podległa RDLP w Katowicach z siedzibą w Katowicach.

## Opis
Lasy Nadleśnictwa Katowice położone są na terenie województwa śląskiego, 14 gmin (11 powiatów): Katowice, Mysłowice, Ruda Śląska, Zabrze, Tychy, Chorzów, Siemianowice Śląskie, Świętochłowice, Mikołów, Lędziny, Imielin, Chełm Śląski, Bieruń i Gierałtowice. Terytorialnie pod nadleśnictwo należą również tereny miast Czeladź, Sosnowiec oraz Świętochłowice, nie posiadają one jednak gruntów zarządzanych przez Nadleśnictwo Katowice. Powierzchnia ogólna gruntów wynosi ponad 14 450 ha. Lesistość terenu nadleśnictwa sięga rzędu 26%. Lesistość głównego miasta na terenie nadleśnictwa, tzn. Katowic, wynosi ponad 42%, co czyni z nich jedno z najbardziej zalesionych miast w Polsce. Siedziba Nadleśnictwa Katowice znajduje się w katowickiej dzielnicy Ligota-Panewniki przy ul. Kijowskiej 37b.
Na terenie nadleśnictwa występują lasy z dużym udziałem gatunków liściastych. Najwięcej jest młodych drzewostanów, wymagających prowadzenia zabiegów hodowlanych. Średni wiek lasów na terenie nadleśnictwa to 59 lat. 28% stanowią lasy borowe z przewagą sosny, 72% to siedliska lasowe z przewagą gatunków liściastych (brzoza, dąb, dąb czerwony).

## Ochrona przyrody
Na terenie nadleśnictwa znajdują się rezerwaty przyrody Las Murckowski oraz Ochojec. Na granicy Katowic, Chorzowa i Rudy Śląskiej ustanowiony został zespół przyrodniczo-krajobrazowy "Uroczysko Buczyna" o powierzchni 65,32 ha. W Murckach powołano zarządzeniem wojewody śląskiego z 2003 chronioną strefę miejsca rozrodu bociana czarnego, zaś decyzją regionalnego dyrektora ochrony środowiska z 2010 strefę ochrony całorocznej iglicy małej. W 2013 zliczono 201 mrowisk mrówki rudnicy oraz mrówki ćmawej. Od 1991 na terenie nadleśnictwa istnieje ośrodek rehabilitacji dzikich zwierząt „Leśne Pogotowie" w Mikołowie-Kamionce.
Na terenie Nadleśnictwa Katowice odnotowano występowanie następujących gatunków chronionych i rzadkich flory i fauny:
| Rzadkie i chronione rośliny |
| --- |
| barwinek (Vinca minor), ciemiężyca zielona (Veratrum lobelianum), dziewięćsił bezłodygowy (Carlina acaulis), konwalia majowa (Convallaria maialis), kosaciec syberyjski (Iris sibirica), listera jajowata (Listera ovata), paprotnik kolczysty (Polystichum aculeatum), podrzeń żebrowiec (Blechnum spirant), przytulia wonna (Galium odorata), rosiczka okrągłolistna (Drosera rotundifolia), storczyki (Orchidaceae sp.), wawrzynek wilczełyko (Daphne mezereum), widłak goździsty (Lycopodium clavatum), bagno zwyczajne (Ledum palustre), bluszcz pospolity (Hedera helix), bobrek trójlistkowy (Menyanthes trifoliata), centuria pospolita (Centaurium umbellatum), czosnek niedźwiedzi (Alium ursinum), gnieźnik leśny (Neottia nidus-avis), goryczka trojeściowa (Gentiana asclepiadea), kalina koralowa (Viburnum opulus), kopytnik pospolity (Asarum europaeum), liczydło górskie (Streptopus amplexifolius), pióropusznik strusi (Matteuccia struthiopteris), pokrzyk wilcza jagoda (Atropa belladonna), porzeczka czarna (Ribes nigrum), długosz królewski (Osmunda regalis), skrzyp olbrzymi (Eqisetum telmateia), wroniec widlasty (Lycopodium selago), kruszyna pospolita (Frangula alnus), przylaszczka pospolita (Hepatica nobilis) |

| Rzadkie i chronione porosty i grzyby                                                                         |
| --- |
| brodaczkowate (Usneaceae sp.), wachlarzowiec olbrzymi (Meripilus giganteus), siedzuń sosnowy (Sparassis sp.) |

| Rzadkie i chronione zwierzęta |
| --- |
| ślimak winniczek (Helix pomatia), trzmiel ziemny (Bombus terrestris), trzmiel kamiennik (Bombus lapidarium), pozostałe gatunki trzmieli (Bombus sp.), biegacze (Carabus sp.), ciołek matowy (Dorcus parallelipipedus), mrówka rudnica (Formica rufa), tygrzyk paskowany (Argiope bruennichi), ropucha zielona (Bufo viridis), ropucha szara (Bufo bufo), rzekotka drzewna (Hyla arboreta), kumak nizinny (Bombina variegata), żaba wodna (Rana esculenta), żaba trawna (Rana temporaria), traszka grzebieniasta (Triturus cristatus), traszka zwyczajna (Tirturus vulgaris), jaszczurka zwinka (Lacerta agilis), jaszczurka żyworodna (Lacerta vivipara), padalec zwyczajny (Anguis fragilis), zaskroniec zwyczajny (Natrix natrix), żmija zygzakowata (Vipera Berus), bocian biały (Ciconia ciconia), bocian czarny (Ciconia nigra), pokrzewka cierniówka (Sylvia communis), czajka zwyczajna (Vanellus vanellus), drozd śpiewak (Turdus philomelos), dzięcioł duży (Dendrocopos major), dzwoniec zwyczajny (Carduelis chloris), dzierzba gąsiorek (Lanius collurio), gil zwyczajny (Pyrrhula pyrrhula), grubodziób zwyczajny (Coccothraustes), jaskółka brzegówka (Riparia riparia), jaskółka dymówka (Hirundo rustica), jaskółka oknówka (Delichon urbicum), jerzyk zwyczajny (Apus apus), kokoszka wodna (Gallinula chlorapus), kopciuszek zwyczajny (Phoenicurus ochruros), kos zwyczajny (Turdus merula), kowalik zwyczajny (Sitta europaea), krogulec zwyczajny (Accipiter nisus), kukułka zwyczajna (Cuculus canorus), kwiczoł (Turdus pilaris), łabędź niemy (Cygnus olor), mewa śmieszka (Larus ridibundus), muchołówka szara (Musciscapa strata), mysikrólik zwyczajny (Regulus reguluj), myszołów zwyczajny (Buteo buteo), pełzacz leśny (Certhia familiaris), perkozek zwyczajny (Tachybaptus ruficollis), perkozy (Podiceps sp.), piegża (Sylvia curruca), pierwiosnek (Phylloscopus collybita), pleszka zwyczajna (Phoenicurus phoenicurus), pliszka siwa (Motacilla alba), Pokrzewka ogrodowa (Sylvia borin), pustułka zwyczajna (Falco tinniculus), puszczyk zwyczajny (Strix aluto), remiz zwyczajny (Remiz pendulinus), rudzik (Erithacus rubecula), sierpówka (Streptopelia decaocto), sikora bogatka (Parus major), sikora modra (Parus careruleus), Sikora sosnówka (Parus ater), sikora uboga (Parus palustris), skowronek polny (Alauda arvensis), sójka zwyczajna (Garullus glandaricus), strzyżyk zwyczajny (Troglodydes troglodydes), szczygieł (Carduelis carduelis), szpak zwyczajny (Sturnus vulgaris), świstunka leśna (Phylloscopus sibilatrix), trznadel zwyczajny (Embriza citrinella), wilga, zięba zwyczajna (Fringila coelebs), wydra (Lutra lutra), ryjówka aksamitna (Sorex araneus), zębiełki (Crocidurinae), kret (Talpa europaea), jeż wschodni (Erinaceus europaeus), wiewiórka pospolita (Sciurus vulgaris), łasica (Mustela nivalis), nietoperze (Chiroptera sp.) |

## Nadleśniczy
Od chwili utworzenia Nadleśnictwa Katowice z połączenia Nadleśnictw Murcki, Imielin i Panewnik, funkcję nadleśniczego pełnili:
- Bronisław Palkiewicz 1974-1986
- Bogdan Gieburowski 1987-1988
- Romuald Jurzykowski 1988-1992
- Bogdan Gieburowski 1992-2001
- Tadeusz Norman od 2001 - 2016
- Andrzej Stoces od 09.01.2017 - do 30.11.2017
- Stanisław Jeziorański od 1.12.2017-